# Krahujec krátkoprstý
Krahujec krátkoprstý (Accipiter brevipes) je malý dravec z čeledi jestřábovitých. Živí se ještěrkami, hmyzem a malými ptáky nebo savci.

## Popis
Je to malý dravec dorůstající délky 30–37 cm s rozpětím křídel 63–76 cm. Je velmi podobný krahujci obecnému, liší se černými špičkami křídel, středními ocasními pery bez proužků a tmavýma očima. Mladí ptáci a samice mají tmavý podélný proužek na bradě.

## Rozšíření a výskyt
Hnízdí v lesích, sadech a břehových porostech od jihovýchodní Evropy až po jižní Rusko a Kazachstán. Je stěhovavý, zimuje v Africe. Výjimečně byl zjištěn také na území České republiky (v září 1958 střelena mladá samice u Nové Bělé na Ostravsku).

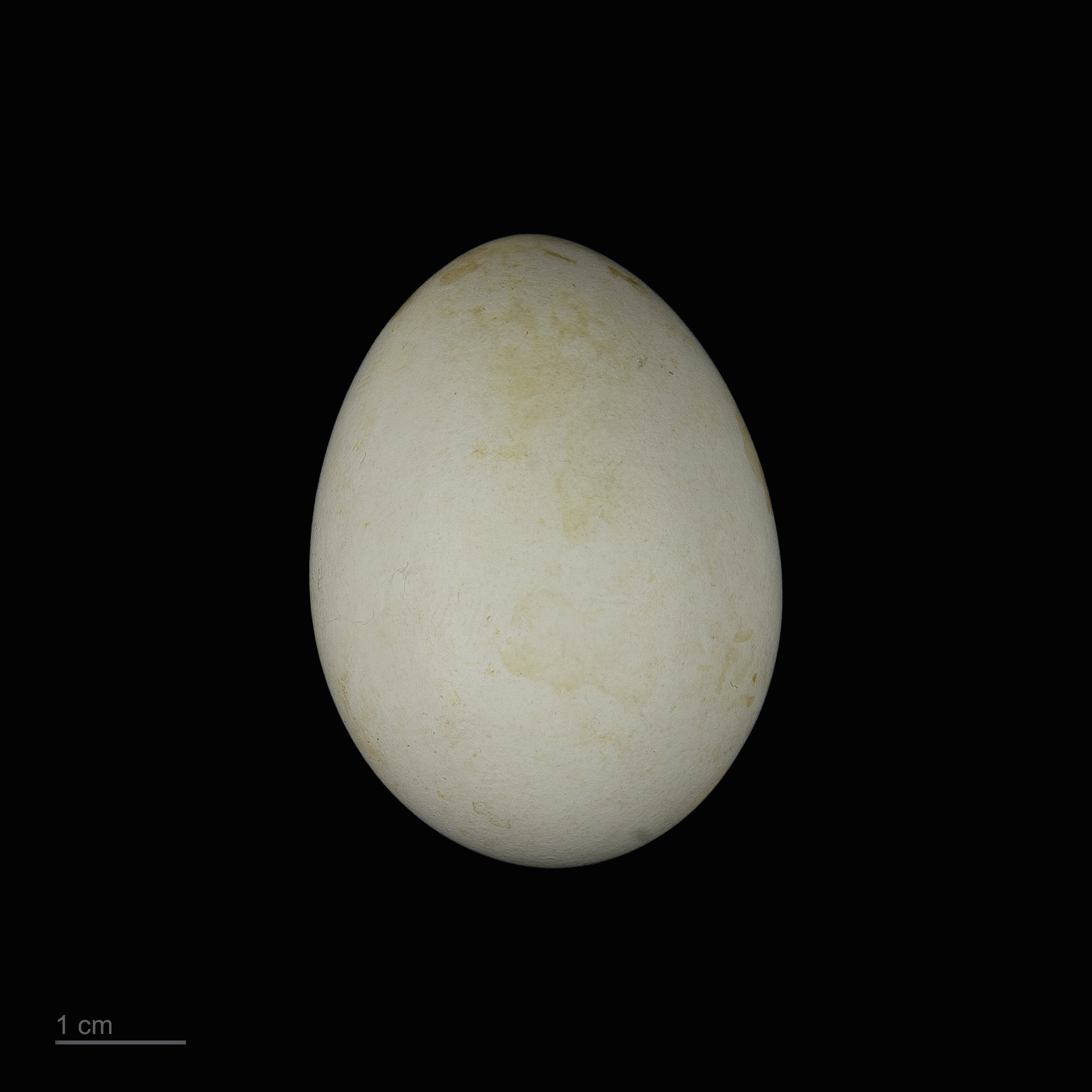
Vejce krahujce krátkoprstého